# 13275 Kathgoetz
13275 Kathgoetz eller 1998 QT39 är en asteroid i huvudbältet som upptäcktes den 17 augusti 1998 av LINEAR i Socorro County, New Mexico. Den är uppkallad efter Katherine Goetz.
Asteroiden har en diameter på ungefär 5 kilometer och den tillhör asteroidgruppen Innes.